# Attentat de Sarajevo
L’attentat de Sarajevo est l’assassinat perpétré le dimanche 28 juin 1914, de l’archiduc François-Ferdinand, héritier de l'Empire austro-hongrois, et de son épouse, Sophie Chotek, duchesse de Hohenberg, par le nationaliste serbe Gavrilo Princip, membre du groupe Jeune Bosnie (Mlada Bosna). Cet événement est considéré comme l’élément déclencheur de la Première Guerre mondiale qui eut pour conséquences la défaite, la chute et le démembrement des empires russe, austro-hongrois, allemand et ottoman. Cinq ans plus tard, la date anniversaire du 28 juin est choisie pour la signature du Traité de Versailles.

## Contexte historique et géopolitique
Une série d'insurrections en Bosnie-Herzégovine, Serbie et Bulgarie contre l'Empire ottoman embrase les Balkans entre 1875 et 1878. La Russie intervient au nom du panslavisme et obtient une victoire nette sur les Turcs qui se conclut par le traité de Berlin. Selon les termes du traité, les sandjaks turcs de Bosnie et d'Herzégovine sont occupés et administrés au nom du sultan par l'empire Austro-Hongrois. De son côté, la Serbie obtient son indépendance qui, sous la dynastie des Obrenović, adopte une politique pro-autrichienne.
En 1903, un coup d'État porte sur le trône de Serbie Pierre Karageorgevitch, partisan de l'expansionnisme serbe et d'une politique pro-russe. Les relations entre la Serbie et l'Autriche-Hongrie ne vont dès lors pas cesser de se dégrader sur fond de faiblesse de plus en plus prononcée de l'Empire ottoman.
En 1908, les deux sandjaks de Bosnie-Herzégovine sont annexés par l'Autriche-Hongrie, ce qui déclenche de vives protestations diplomatiques, notamment de la part de la Russie et de la Serbie. L'Empire allemand soutient diplomatiquement l'Autriche-Hongrie.
De surcroît, cette occupation est mal vécue par une partie des populations slaves, qui souhaitent la création d'une jugo slavija (littéralement en serbo-croate : « État slave du Sud ») — en français Yougoslavie — aux dépens de l'Autriche-Hongrie.
Enfin, les guerres balkaniques dans les années 1912 et 1913 entraînent la perte de la majeure partie des possessions ottomanes en Europe. La Serbie devient la grande puissance des Balkans, ce qui menace l'Autriche-Hongrie et crée un climat de tension exacerbé par le pangermanisme et le panslavisme.
Contrairement à une idée répandue, la notion d'origine médiatique de « poudrière » pour décrire la situation des Balkans est à nuancer et son « explosion » n'était pas une fatalité. Les nombreuses relations diplomatiques à cette époque permettent en effet de résoudre les crises par des conférences internationales, si bien que l'hypothèse d'une escalade jusqu'à la guerre semblait inconcevable jusqu'à l'attentat. Celui-ci a entraîné des réactions exaltées et pris de vitesse les forces pacifistes. Toutefois, certains historiens, comme Jean-Paul Bled, pensent que compte tenu des intérêts en jeu le conflit était inévitable et que les efforts diplomatiques n'ont fait qu'en retarder l'échéance.

## La visite de l'archiduc héritier

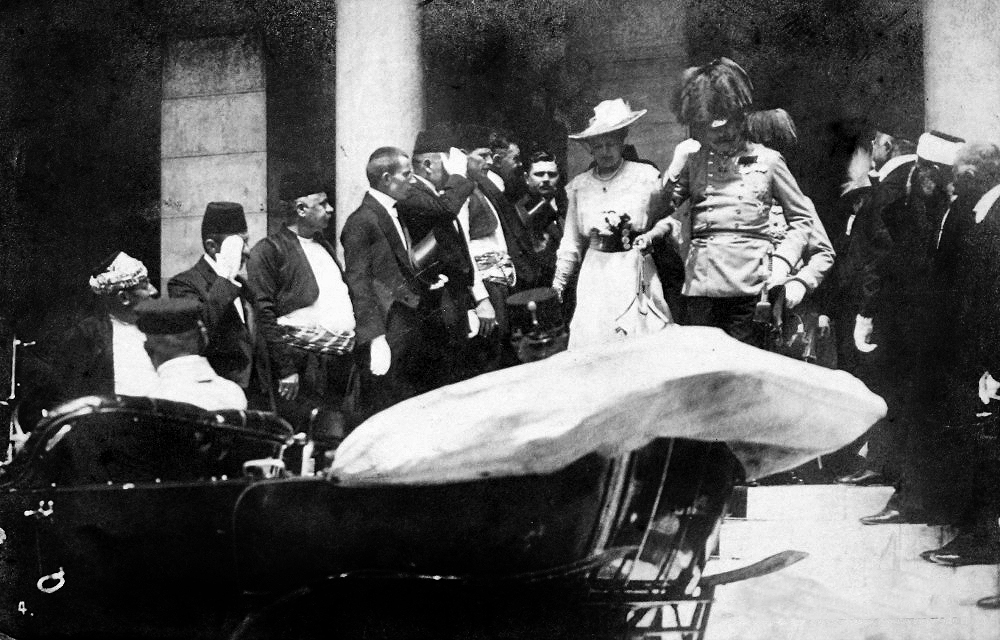
Départ de l'hôtel de ville, cinq minutes avant l'assassinat, scène immortalisée par le photographe de la cour autrichienne Carl Pietzner.

Les autorités austro-hongroises choisirent comme date de la visite de l'archiduc le 28 juin 1914, jour de Vidovdan (une fête religieuse importante chez les Serbes orthodoxes, qui célèbre la Saint-Guy). C'est aussi la date anniversaire de la bataille de Kosovo Polje en 1389, une défaite des Serbes devant l'armée turque qui entraîna l'annexion de leur royaume à l’Empire ottoman pour plus de quatre cent cinquante ans. Aussi le voyage de l'archiduc héritier, inspecteur général des armées, était-il considéré par la minorité serbe comme une provocation.
Cette date correspondait également au quatorzième anniversaire du mariage morganatique du couple princier et l'archiduc héritier voulait mettre à profit cette visite en province pour apparaître publiquement avec son épouse et lui faire profiter des honneurs que l’étiquette de la maison impériale et royale ne lui permettait pas de recevoir à la cour.
Le même jour, l'ambassadeur serbe rencontre à Vienne le ministre austro-hongrois de Bosnie-Herzégovine, Leon Biliński, et tente vainement de le convaincre de l'imminence de l'attentat qui menace l'archiduc François-Ferdinand d'Autriche s'il se rend à Sarajevo. Mais Biliński refuse de tenir compte de l'avertissement de l'ambassadeur de Serbie à Vienne, Jovan Jovanović (sl), qu'un attentat était en préparation. Des proches du prince lui avaient également déconseillé ce déplacement. Le chapelain de l'archiduc lui avait aussi déconseillé ce voyage. Logeant depuis le 25 juin à Ilidža, une station thermale à environ 12 kilomètres à l'ouest de Sarajevo, François-Ferdinand assista aux manœuvres militaires les 26 et 27 juin.

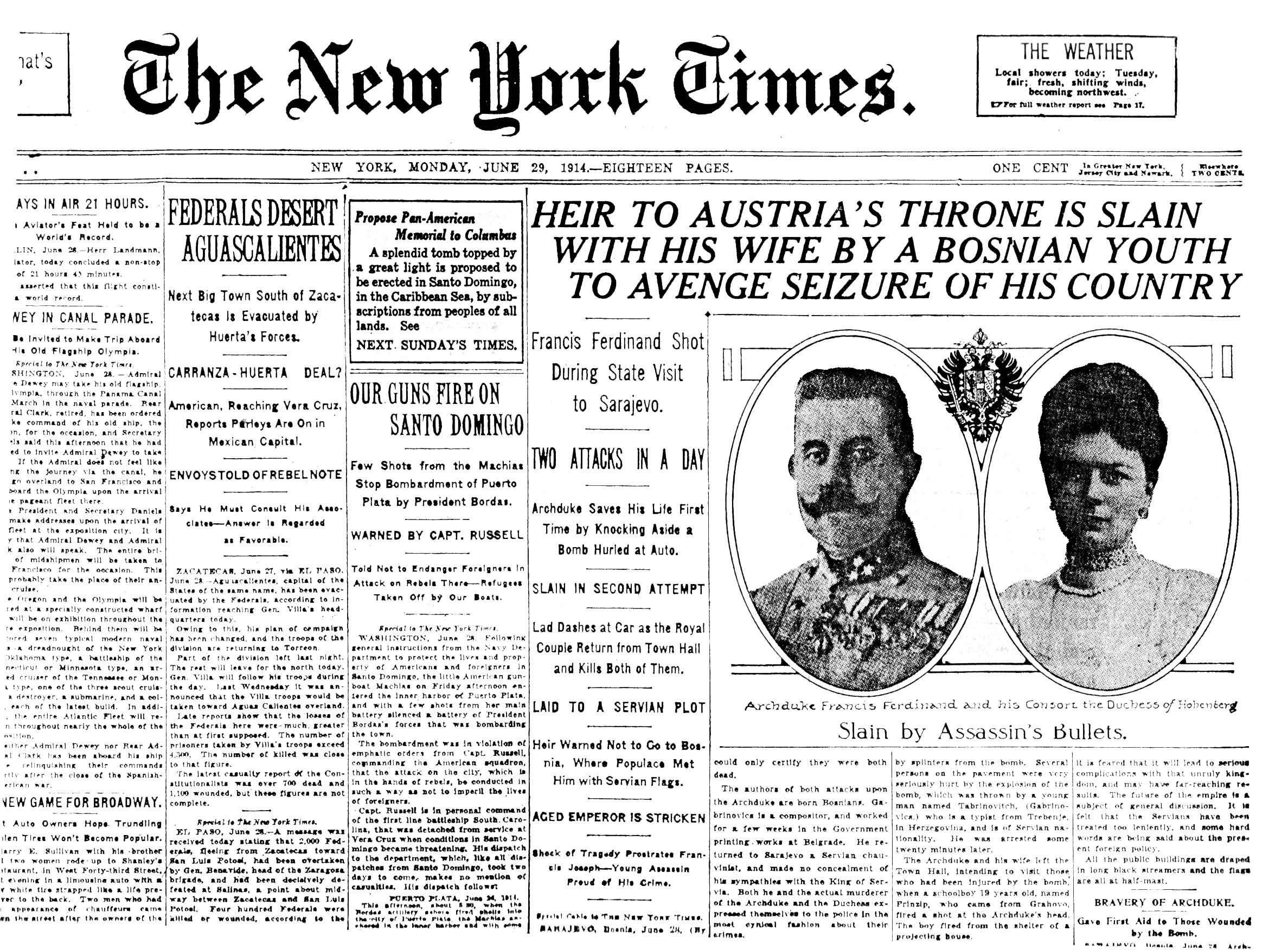
La une du New York Times, 29 juin 1914.

Les circonstances du voyage d'inspection de François-Ferdinand à la suite des grandes manœuvres organisées en Bosnie-Herzégovine semblent avoir favorisé les assassins. La duchesse de Hohenberg, n'étant pas membre d'une famille impériale ni royale, ne pouvait recevoir les honneurs militaires. Aussi, le prince de Montenuovo, grand-maître de la cour, ordonna-t-il le retrait des troupes (40 000 hommes) de Sarajevo ; le couple ne bénéficiait donc plus de la protection de l'armée.
Le couple princier passa la nuit du 27 au 28 juin à Ilidža et prit à 9 h 25 le train pour Sarajevo, où il était attendu pour plusieurs réceptions.

## Le complot d'Apis

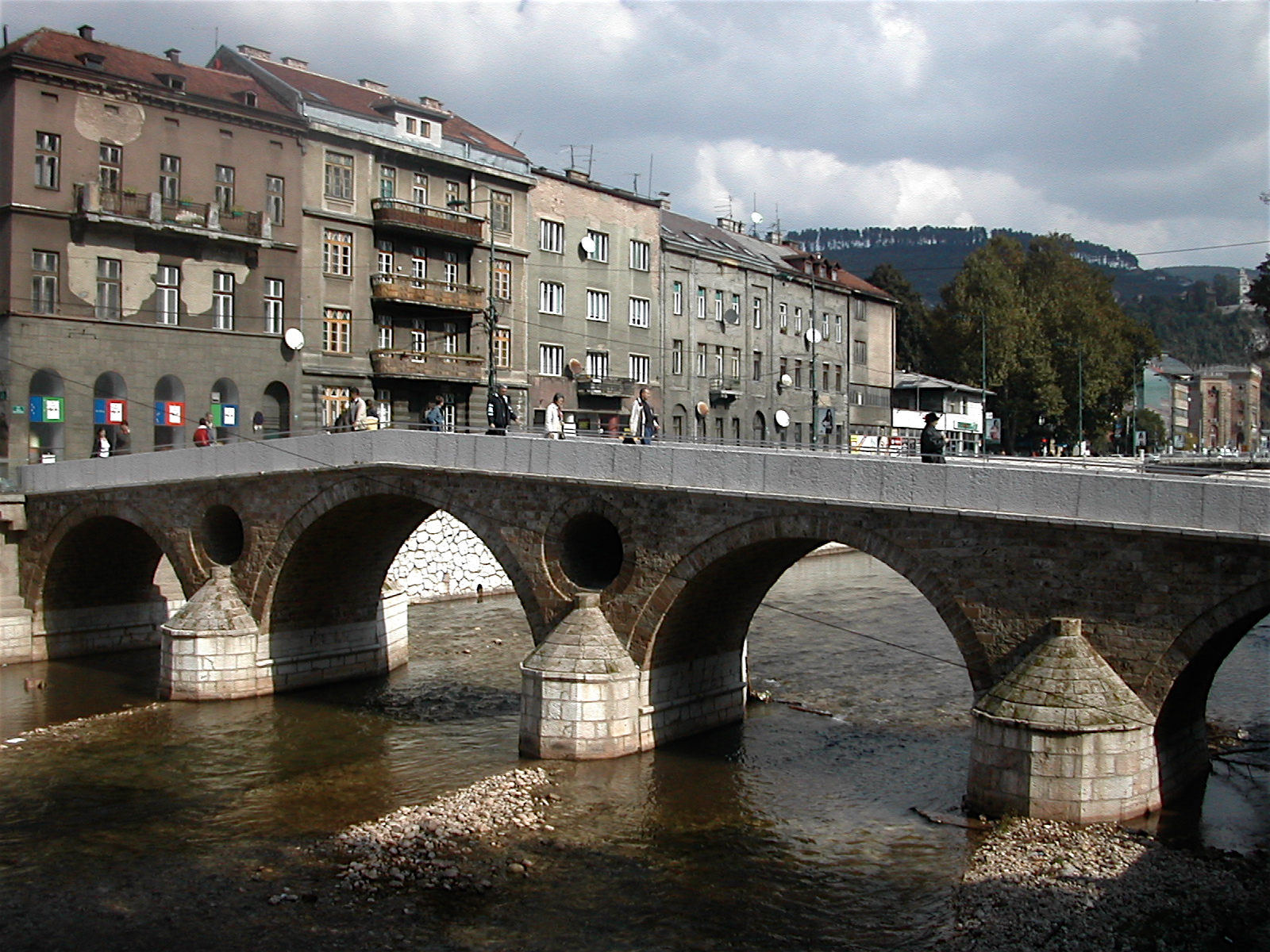
Le pont latin, devant lequel a eu lieu l'assassinat.

Jeune Bosnie, un groupe de jeunes nationalistes serbes, musulmans et croates, était équipé de modèles de pistolets de 1910, issus de la FN Herstal, et de bombes fournies par la Main Noire, une société secrète soutenue par les services secrets serbes et qui avait déjà fomenté un attentat (non mis à exécution) contre l'empereur François-Joseph en 1910.
La Main Noire était dirigée par le responsable des services secrets serbes, le colonel Dragutin Dimitrijević, dont le nom de code dans l'organisation était Apis à cause de son physique et de son caractère redoutable. Bien que liée au gouvernement serbe, la Main Noire dispose d'une autonomie considérable. L'armement du groupe de Princip, formé plus de révolutionnaires que de nationalistes, n'est connu que d'Apis.
Mais malgré toutes les précautions d'Apis, le président du Conseil serbe, Nikola Pašić, apprend la préparation de l'attentat grâce à Stojan Protić, le ministre de l'Intérieur. Il fait alors demander une enquête sur Apis, et, avec Protić, tente d'arrêter la mission du groupe de Princip. Tentative plus que difficile, en effet, le président serbe ne connaissant absolument pas les réseaux de Jeune Bosnie. Il prend malgré tout contact avec les Serbes de Bosnie et demande à son ministre de la Guerre, Dušan Stefanović, de stopper les activités des services de renseignements serbes qui seraient selon lui une menace pour le gouvernement de Serbie. Il n'est pas clairement établi s'ils vont avertir le gouvernement austro-hongrois, mais il est sûr que l'ambassadeur serbe à Vienne, Jovan Jovanović (en), parle du groupe de Princip à Leon Biliński, le ministre des Finances et gouverneur de Bosnie, sans que l'on sache s'il s'agit d'une initiative individuelle ou d'une demande du gouvernement serbe d'informer Vienne.
Le degré d'implication de la Main Noire est contesté. Certains estiment que c'est cette organisation qui fut responsable de l'attaque et que les membres de Jeune Bosnie n'étaient que les exécutants. D'autres considèrent que Jeune Bosnie était idéologiquement très éloignée de la Main Noire et était si peu expérimentée que la Main Noire était persuadée que le complot ne réussirait pas. Cependant, la plupart sont d'accord pour dire que la Main Noire a fourni les armes et le cyanure aux assassins qui se sont entraînés au tir dans un parc de Belgrade.
Des liens directs entre le gouvernement serbe et l'action du groupe de Princip n'ont jamais été prouvés. Il existe en fait des indices qui laissent penser que le gouvernement serbe a tenté, de bonne foi, d'étouffer les menaces terroristes en Bosnie, puisqu'il évitait de susciter la colère du gouvernement austro-hongrois, après le contrecoup des guerres balkaniques. Selon une autre théorie, l'Okhrana aurait participé à l'attentat avec la Main Noire. Le projet d'attentat aurait été approuvé par l'ambassadeur de Russie à Belgrade Nikolai Hartwig et l'attaché militaire russe à Belgrade Viktor Artamonov.
En 1914,les relations entre l'Autriche-Hongrie et la Serbie étaient bonnes. Le Premier ministre serbe, Nikola Pašić, tenait particulièrement à ce bon voisinage, ce qui lui était reproché par les partisans d'une ligne panslave plus radicale et hostile à la présence autrichienne dans les Balkans. Ainsi les Russes et les Serbes voyaient d'un mauvais œil le slavophilisme de l’archiduc François-Ferdinand qui pourrait octroyer aux Bosniaques les mêmes droits qu'aux Autrichiens et aux Hongrois.

## L'attentat

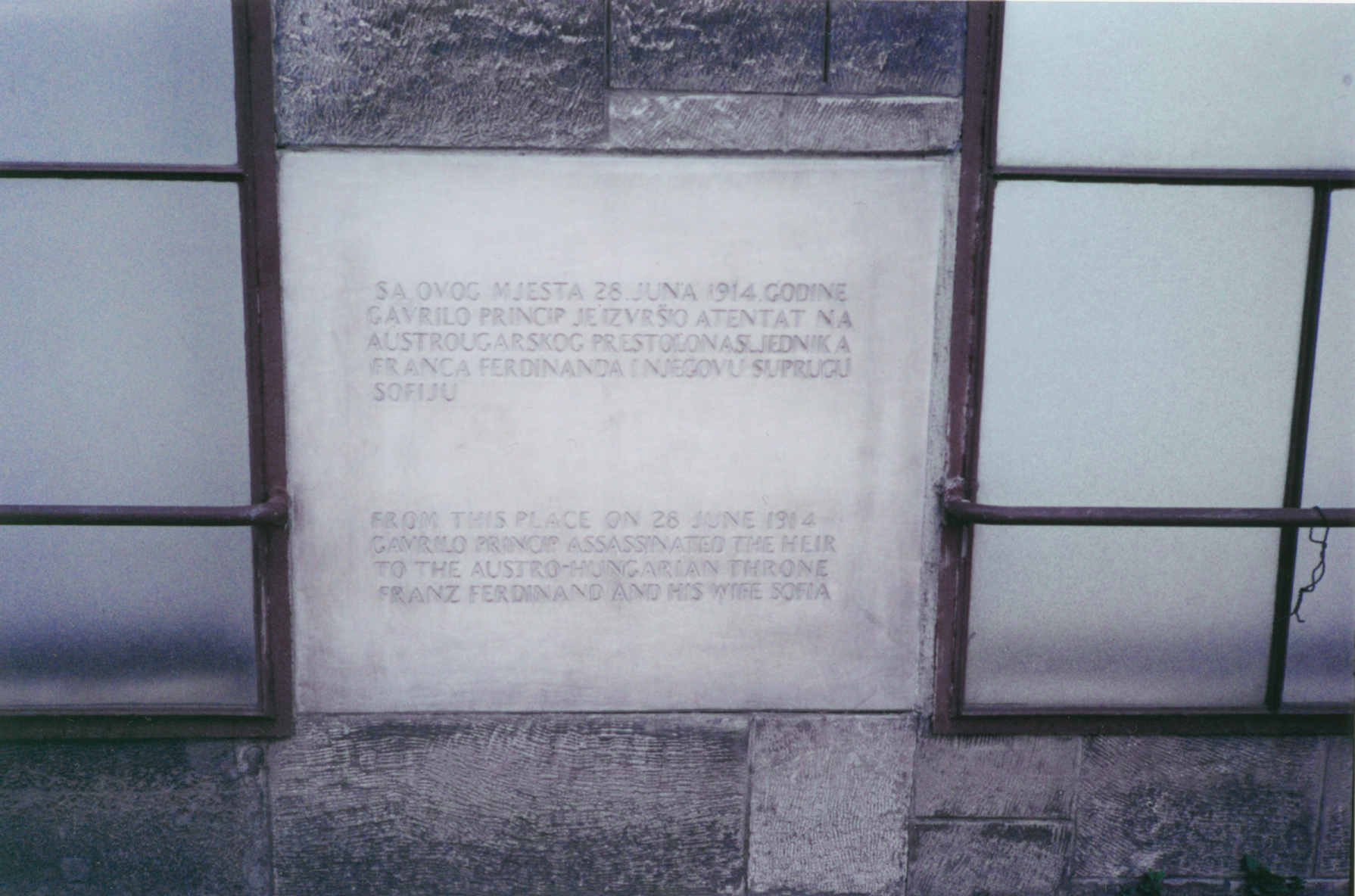
Plaque commémorant l'assassinat de Sarajevo à l'endroit où il a eu lieu.

Aucune source ne permet de déterminer avec certitude ce qui s'est réellement passé. Les minutes du procès permettent toutefois de savoir comment le complot a été organisé et mis à exécution. Partis de Belgrade, où ils s'exerçaient, les conspirateurs purent traverser la frontière sans encombre avec la complicité de certains agents au service de la Serbie[réf. souhaitée] et séjourner à Sarajevo quelques jours avant l'arrivée du couple princier.

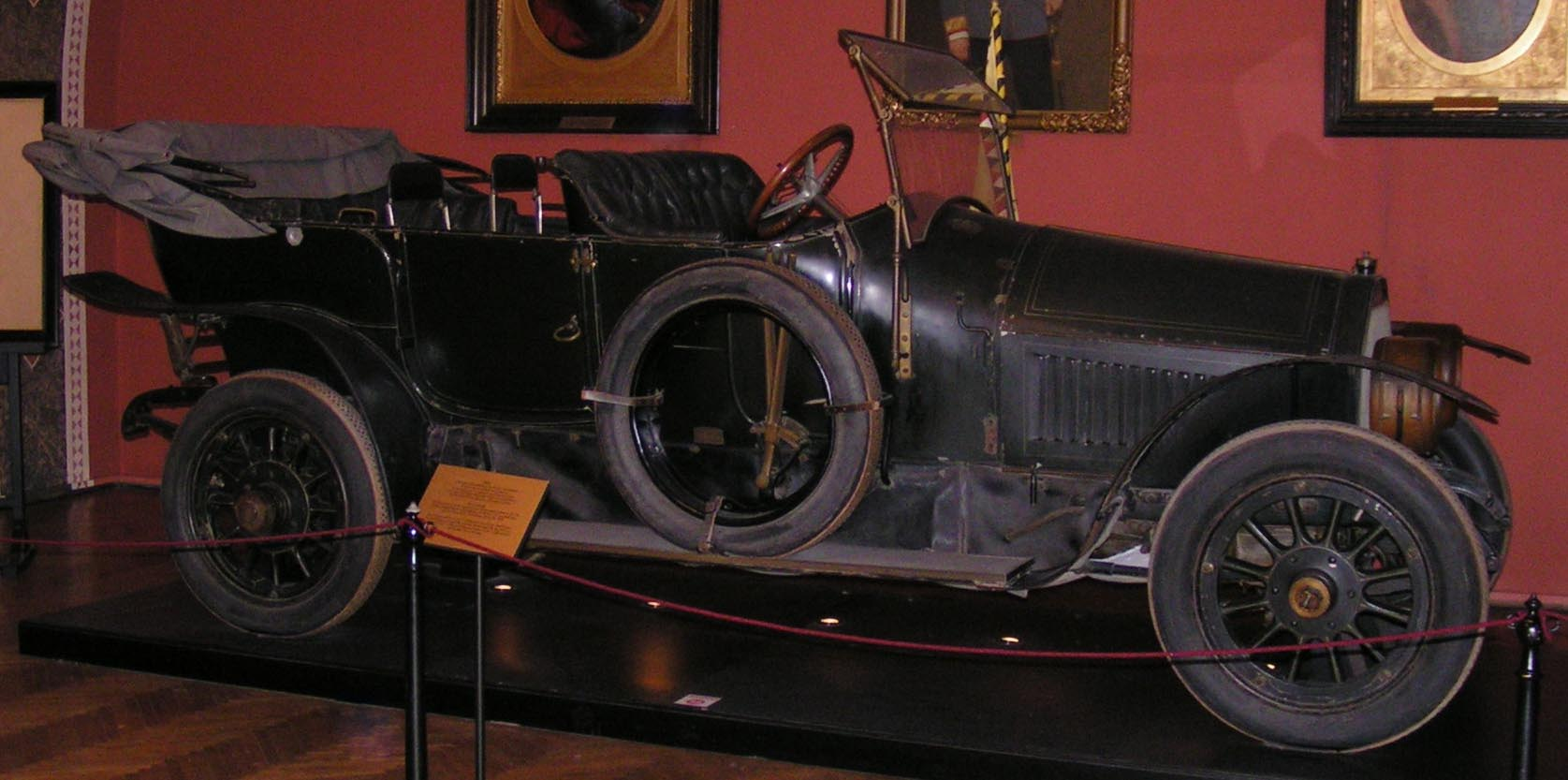
Coupé Gräf & Stift du lieutenant-colonel, dans lequel s'installe le couple impérial dont il est pour la circonstance le garde du corps.

Les sept conspirateurs n'avaient aucune expérience dans le maniement des armes, et ce n'est que par une extraordinaire succession de coïncidences qu'ils parvinrent à leur fin.
Le 28 juin dans la matinée, l’archiduc François-Ferdinand et sa femme Sophie Chotek, arrivent à Sarajevo. Le programme de la journée est rythmé par différentes visites : inspection d’une caserne militaire, visite à l’hôtel de ville afin de rencontrer le conseil municipal, inauguration du musée de Sarajevo, déjeuner à la résidence du gouverneur de Bosnie-Herzégovine, visite de la grande mosquée puis retour à la gare afin de rentrer à Vienne par le train. Ils prennent place dans une limousine noire décapotable, immatriculée AIII 118. Ils sont accompagnés du général Oskar Potiorek et du comte Harrach, garde du corps personnel de l’archiduc.
Les sept conspirateurs sont postés le long du quai. Tous, à l’exception de l’un d'eux, sont armés de revolvers et de petites bombes rectangulaires. Aucun plan précis n’a été défini. Chacun a la consigne de passer à l’acte dès qu’il en a l’occasion.

### Première tentative
À 10 h 15, le défilé de six voitures dépasse le premier membre du groupe, Mehmed Mehmedbašić, placé près de la banque austro-hongroise ; celui-ci n'ose pas tirer car, selon son témoignage, un policier se tenait derrière lui. Le deuxième membre, Vaso Čubrilović (en), laisse également passer le convoi, craignant selon ses dires de toucher la duchesse.
Nedeljko Čabrinović, lui, est déterminé. Après avoir demandé à un policier d’un ton faussement joyeux quelle est la voiture de l’archiduc, il lance une bombe (ou un bâton de dynamite d'après certains rapports) sur la voiture de François-Ferdinand, mais, dans la précipitation, n'attend pas les huit secondes recommandées pour la lancer : selon la légende, le prince, qui a eu le temps de prendre la bombe dans sa main, l'aurait jetée par terre ou selon d'autres témoignages, la bombe rebondit sur son épaule ; en réalité, la grenade rebondit sur la voiture du prince et atterrit sous la voiture suivante, l'explosion blessant gravement ses passagers (le comte Fos-Waldeck et l'aide de camp du gouverneur territorial, le lieutenant-colonel Merizzi), ainsi qu'un policier et plusieurs personnes dans la foule. Les voitures se hâtent alors vers l’hôtel de ville, et la foule panique.
« J’étais sûr que quelque chose de ce genre se produirait », s’exclame l’archiduc François-Ferdinand.
Čabrinović, lui, saute dans la Miljacka pour avoir le temps d'avaler sa pilule de cyanure, mais la police le rattrape et le sort de la rivière. Il est violemment frappé par la foule avant d'être placé en garde à vue. La pilule de cyanure qu'il avait prise était vieille ou de trop faible dosage, de sorte qu'elle n'a pas eu l'effet escompté. De plus, la rivière ne dépassait pas dix centimètres de profondeur. Les autres conspirateurs, Cvjetko Popović et Gavrilo Princip, renoncent à agir, le cortège de voitures roulant désormais trop vite à moins que certains aient présumé que l'archiduc avait été tué. Le dernier conspirateur, Trifun Grabež, placé au niveau de l'hôtel de ville, renonce également car il est mal positionné en raison des mouvements de foule.
À ce stade, la tentative d'attentat est alors considérée comme un échec par ses auteurs.

### Erreurs de communication
De son côté, l'archiduc-héritier et la duchesse de Hohenberg arrivent finalement à l’hôtel de ville où ils sont accueillis par le maire musulman, Fehim Effendi Curčić. Pensant que l’explosion entendue était un coup de canon tiré en l’honneur de leur visite, il commence son discours de bienvenue : « Votre Altesse Impériale et royale, nos cœurs sont remplis de joie à l’occasion de cette charmante visite que votre Altesse nous fait l’honneur d’accorder à la capitale de notre pays, et… ».
Il n’a pas le temps de finir. Furieux de ne pas se voir présenter d’excuse après l'attentat, l'archiduc François-Ferdinand l’interrompt : « C'est inadmissible ! Est-ce là l'habitude des Bosniaques d'accueillir avec des bombes ceux qui viennent pacifiquement à eux et de bonne foi ? ». La réception officielle prévue se déroule dans un climat tendu.
L'archiduc émet ensuite inopinément le désir de visiter les victimes de la bombe (de Čabrinović) avant d'aller déjeuner. Le général Oskar Potiorek décide alors de changer l'itinéraire. Au lieu de tourner à droite en prenant la rue François-Joseph comme prévu initialement, le cortège devra longer le quai le long de la rivière pour se rendre à l’hôpital de la gare où sont soignées les victimes. Il en avertit l'occupant de la première voiture du convoi, le Dr Edmund Gerde, commissaire de la ville mais ce dernier omet de le signaler au chauffeur, une première erreur qui va engendrer de la confusion au sein du cortège. Contre toute attente, aucune escorte supplémentaire n'est par ailleurs prévue pour protéger le convoi.

### L'assassinat
À 10 h 45, le couple impérial quitte l'hôtel de ville dans sa limousine, une Phaeton double Gräft & Stift, où ont également pris place le général Potiorek et le comte Harrach.
Gavrilo Princip, lui, est placé devant le magasin Moritz Schillers Delikatessen, au croisement de quai et de la petite artère transversale qui rejoint la rue François-Joseph. N'ayant pas été informés du changement d'itinéraire, les chauffeurs des deux premières voitures prennent à droite au lieu de longer le quai. Dos à la route, le gouverneur Potiorek s'en aperçoit trop tard. Ce n'est que lorsque sa propre voiture, où se trouve également l'archiduc, tourne dans la même rue qu'il se rend compte de leur erreur. « Qu’est-ce que tu fais ? Tu te trompes de route, il faut rester sur le quai pour rejoindre l’hôpital », lance-t-il au chauffeur.

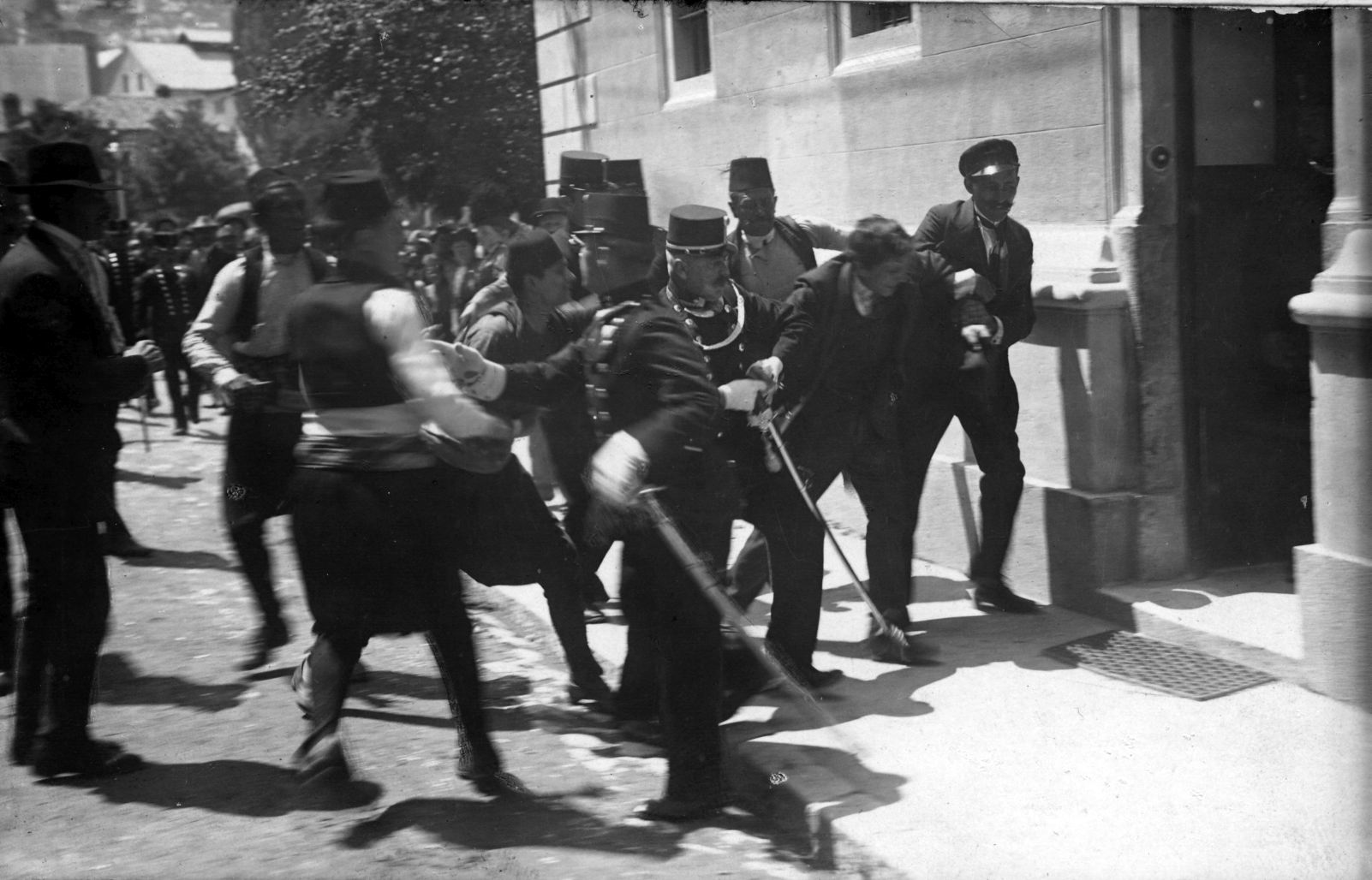
Arrestation d'un suspect a Sarajevo

Celui-ci s'arrête alors au milieu de la foule pour faire marche arrière. À proximité, Princip voit là une occasion de lancer sa bombe, puis se ravise. La foule étant trop dense, il craint de ne pas pouvoir se dégager suffisamment pour viser correctement la voiture. Son pistolet Browning à la main, il se dirige vers la voiture de l'archiduc. Un policier tente de l’intercepter mais trébuche après avoir reçu un coup de pied dans le genou de la part d’un autre serbe, Mihajlo Pušara, qui se tenait à proximité. Arrivé à hauteur de la voiture, Princip tire deux fois : la première balle traverse le bord de la voiture et atteint la duchesse de Hohenberg à l’abdomen. La seconde balle atteint l'archiduc dans le cou. Tous deux sont conduits à la résidence du gouverneur, où ils meurent de leurs blessures quinze minutes plus tard.
Princip tente de se suicider, d'abord en ingérant le cyanure, puis avec son pistolet. Comme Nedeljko Čabrinović, il vomit le poison (ce qui fit penser à la police que le groupe s'était fait vendre un poison beaucoup trop faible ou ce qu'ils croyaient être du cyanure) ; le pistolet lui fut arraché des mains par un groupe de badauds avant qu'il ait eu le temps de s'en servir.

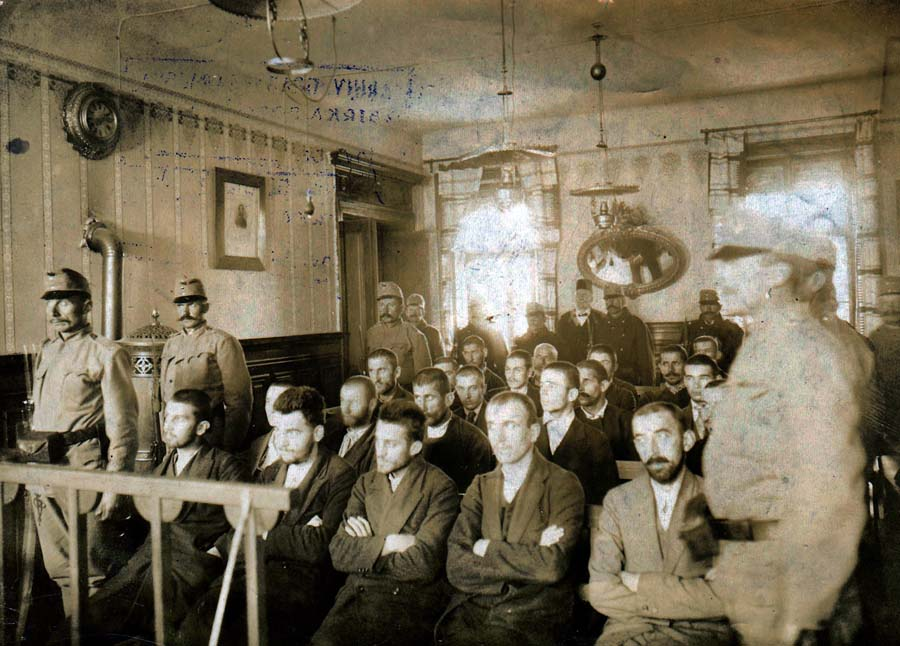
Le procès de Sarajevo. Princip est assis au centre de la première rangée.

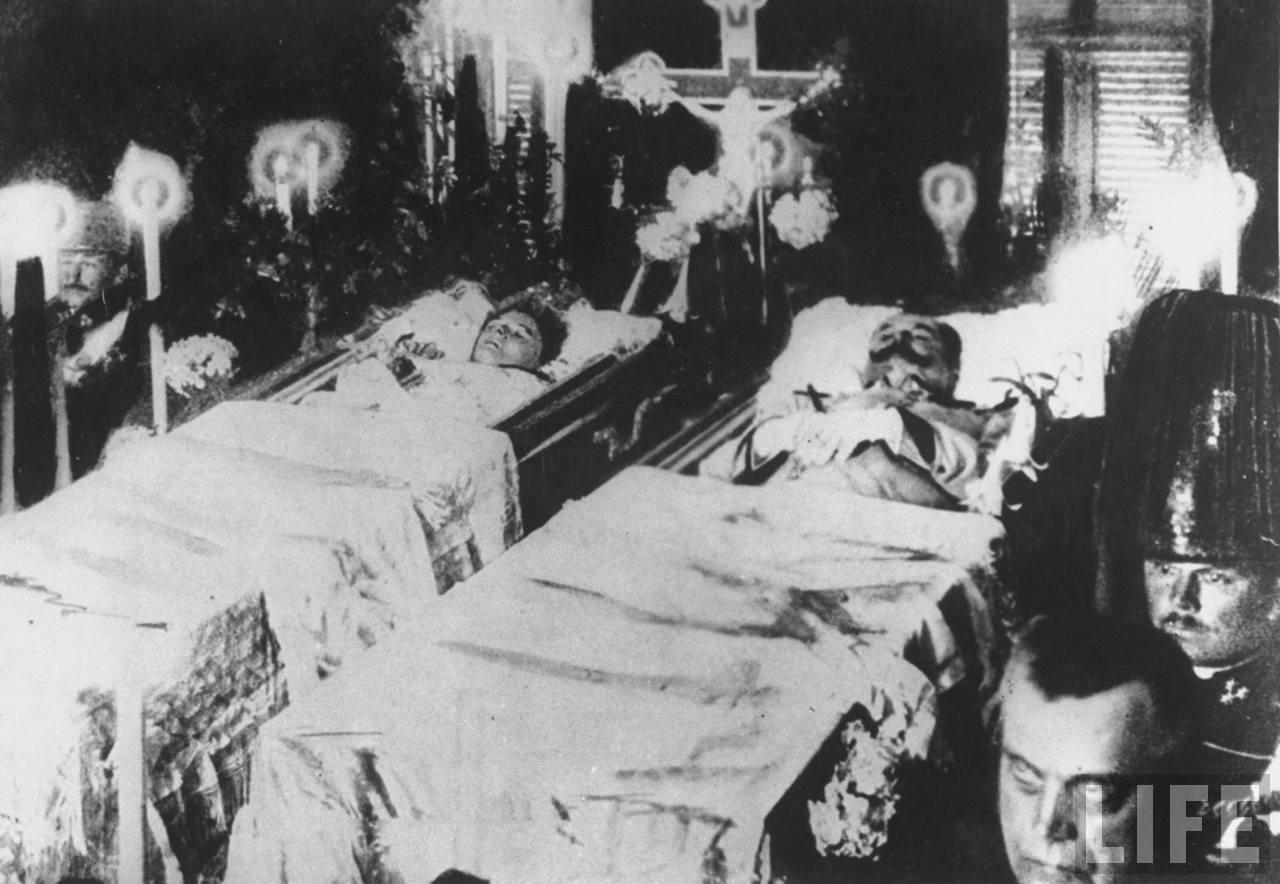
Les funérailles des archiducs.

Par ce geste, les coupables voulaient proclamer leur volonté de voir se réaliser une « Grande Serbie » regroupant tous les Slaves du Sud. Bien que l'archiduc ait été peu apprécié par son oncle l'empereur et roi François-Joseph Ier et que certains (à cause de ses idées sur l'avenir de l'Empire où une place plus grande aurait été donnée aux Slaves) aient pu ne pas regretter sa disparition (tant du côté serbe que hongrois), l'Autriche-Hongrie lance un ultimatum à la Serbie, le 23 juillet 1914.

### Condamnations
Le procès des auteurs et complices de l'attentat a lieu à Sarajevo en octobre 1914. Seize sentences sont rendues, allant de trois ans de travaux forcés à la mort par pendaison. Danilo Ilić, Velijko Čubrilović et Miško Jovanović sont exécutés à Sarajevo le 3 février 1915. Nedeljko Kerović et Jovan Milović voient leur peine de mort commuée en prison à vie, mais meurent en prison de la tuberculose en avril 1916. Les autres conspirateurs, y compris l'assassin Gavrilo Princip, évitent la mort parce qu'ils sont mineurs. Gavrilo Princip, Nedeljko Čabrinović et Trifko Grabež sont condamnés chacun à vingt ans de travaux forcés, Vasa Čubrilović à seize ans et Cvetko Popović à treize ans. Čabrinović meurt de maladie le 23 janvier 1916, Grabež le 21 octobre 1916 et Princip le 28 avril 1918. Parmi les autres condamnés à des peines de prison tous sont morts en prison par maltraitance bien que leurs procès aient été réguliers et légaux.

## Conséquences
Pendant leur interrogatoire, Prinzip, Čabrinović, et les autres ne dévoilèrent rien de la conspiration. Les autorités estimaient que l'emprisonnement était arbitraire[pas clair], jusqu'à ce qu'un des membres, Danilo Ilić, perde son sang-froid lors d'un banal contrôle d'identité et dévoile tout aux deux agents qui l'ont arrêté, dont le fait que les armes étaient fournies par le gouvernement serbe.

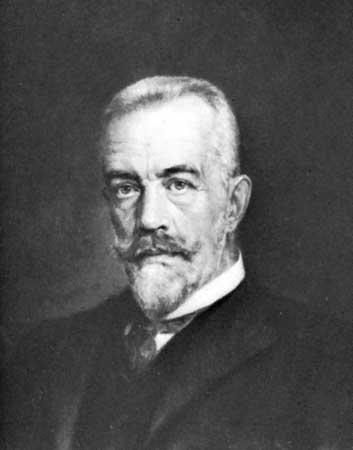
Le chancelier Theobald von Bethmann-Hollweg assura l'Autriche-Hongrie du soutien de l'Empire allemand.

L'Autriche-Hongrie accusa la Serbie de l'assassinat. L'entourage de l'empereur était divisé, le comte Berchtold, ministre des Affaires étrangères après avoir été ambassadeur à Paris, Londres et Saint-Pétersbourg, souhaitait une intervention immédiate en Serbie sans déclaration de guerre tandis que le comte Tisza, Premier ministre hongrois, nationaliste magyar craignant l'annexion de territoires peuplés de Slaves, promeut la voie diplomatique.
Une entrevue à Potsdam avec le chancelier allemand Theobald von Bethmann Hollweg assura les partisans de la guerre du soutien allemand qui délivra aux Austro-Hongrois un "chèque en blanc". Au cours du Conseil de la Couronne du 7 juillet 1914, l'Autriche-Hongrie posa un ultimatum. Seul le comte Tisza s'y opposa. Le lendemain, le 8, il rédigea une lettre qui prévenait ainsi l'empereur : « Une attaque contre la Serbie amènerait très vraisemblablement l'intervention de la Russie et une guerre mondiale s'ensuivrait ».
L'un des points de cet ultimatum était particulièrement irréalisable, si bien que la Serbie ne put accepter l'ensemble des conditions.
Le 25 juillet, soutenu par la Russie, le gouvernement serbe refuse la participation de policiers autrichiens à l'enquête sur le territoire serbe. Les relations diplomatiques entre les deux États sont rompues.
Le 28 juillet, soutenue par l'Allemagne, l'Autriche-Hongrie déclare une guerre « préventive » à la Serbie, ce qui, par le jeu des alliances, mènera à la Première Guerre mondiale. L'Europe s'engage alors dans quatre années de guerre.

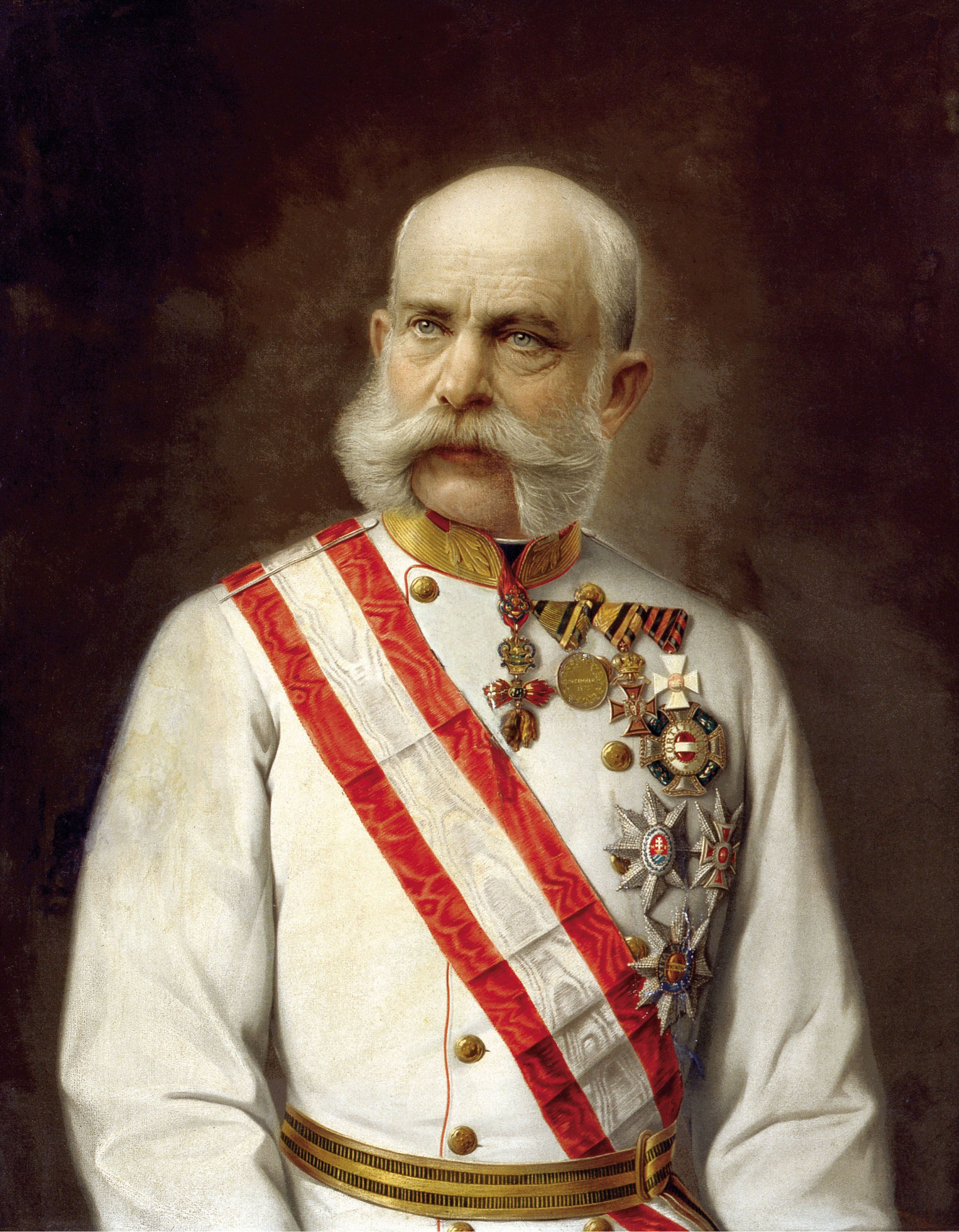
L'empereur François-Joseph (1910).

Dans la Wiener Zeitung du 29 juillet, l'empereur et roi François-Joseph déclare à ses sujets : « J'ai tout examiné et tout pesé ; c'est la conscience tranquille que je m'engage sur le chemin que m'indique mon devoir ».
Malgré cette déclaration officielle toujours chargée de rassurer les peuples, d'autres sources affirment que l'empereur octogénaire aurait signé la déclaration de guerre en disant : « Une guerre préventive, c'est comme un suicide par peur de la mort ».
Par ailleurs, suivant la tradition, François-Joseph aurait demandé au pape Pie X de bénir ses armées. Le Saint-Père lui aurait répondu : « Je ne bénis que la paix. »

Dans son ouvrage consacré à l'Histoire des Habsbourg, l'historien Henry Bogdan mentionne :

« Un hommage inattendu fut rendu plus tard à François-Joseph par le président Poincaré : « C'était un souverain riche de bonnes intentions… Il n'a pas voulu le mal, il n'a pas voulu la guerre, mais il s'est entouré de gens qui l'ont faite. » »

## Citations issues des interrogatoires des membres de jeune Bosnie
Nedeljko Čabrinović : « Mon idéal était une république yougoslave, en général une république slave ».
Gavrilo Princip : « J’aspire à l’union de tous les Yougoslaves, sous quelque forme politique que ce soit, et à leur délivrance de l’Autriche. Le mobile principal était encore la vengeance pour toutes les souffrances que l’Autriche fait endurer au peuple ».
Vaso Čubrilović : « je suis nationaliste, donc pour la réunion de tous les Yougoslaves en un seul État ».

## Rencontre des descendants
Le 11 novembre 2018, cent ans après la fin de la Première Guerre mondiale, Anita de Hohenberg (arrière petite-fille de François-Ferdinand de Habsbourg) et le cinéaste Branislav Princip (descendant de Gavrilo Princip) se sont rencontrés à Graz en Autriche. Cette entrevue, émouvante pour les deux descendants, a été surnommée par la presse autrichienne et serbe, « les mains de la paix »,.

## Dans la culture
La chanson Sarajevo du groupe de power metal suédois Sabaton raconte l’assassinat de François-Ferdinand de Hasbourg et de sa femme.
Une version romancée de l'attentat est donnée dans l'intrigue du film The King's Man : Première Mission (The King's Man), sorti en 2021.

### Médiagraphie

#### Émission radiophonique
- « L’assassinat de François Ferdinand d’Autriche : le coup de pistolet qui fit des millions de morts » le 25 juin 2014 dans L'Heure du crime de Jacques Pradel, sur RTL.